# Conus bocagei
Espèce
Conus bocagei est une espèce de mollusques gastéropodes marins de la famille des Conidae.
Comme toutes les espèces du genre Conus, ces escargots sont prédateurs et venimeux. Ils sont capables de « piquer » les humains et doivent donc être manipulés avec précaution, voire pas du tout.

## Description
La taille de la coquille varie entre 13 mm et 32 mm.

## Distribution
Cette espèce est présente dans l'océan Atlantique au large de l'Angola.

## Taxonomie

### Publication originale
L'espèce Conus bocagei a été décrite pour la première fois en 1978 par le malacologiste portugais Herculano Trovão (d) dans la publication intitulée « Boletim do Centro Português de Actividades Subaquáticas »,.

### Synonymes
- Conus (Lautoconus) bocagei Trovão, 1978 · appellation alternative
- Varioconus bocagei (Trovão, 1978) · non accepté

## Identifiants taxonomiques
Chaque taxon catalogué par les bases de données biologiques et taxonomiques possède un identifiant qui permet d'établir un point de référence. Les identifiants de Conus bocagei dans les principales bases sont les suivants :
CoL : XX28 - GBIF : 6510330 - IRMNG : 11856818 - 